# 紅氣球之戀
《紅氣球之戀》是一部2004年的英國電影，由導演Roger Michell與編劇Joe Penhall，基於由伊恩·麥克尤恩於1997年完成的小說《愛無可忍》改編。不尋常的事件把他們連在一起，但致命的迷戀將會把他們拆散...。由丹尼爾·克雷格、瑞斯·伊凡斯、珊曼莎摩頓主演。

## 劇情簡介
不尋常的事件把他們連在一起，但致命的迷戀將會把他們拆散…新任007丹尼爾克雷格作品。 
空氣中滿溢著鄉間氣息，妝點一個完美的假日求婚午後，喬（丹尼爾克雷格飾）準備好鮮花、香檳和訂婚戒指，正和女友克萊兒（珊曼莎摩頓飾）徜徉在藍天綠草之際，遠處竟飄來一個失控的鮮紅熱氣球、驚慌失措的男孩，和一名竭力想拉住熱氣球的男子。喬和三位見義勇為的路人齊奔過去，然而卻控制不住因強風而再度升起的熱氣球，越飛越高，越飛越遠，終至墜落…… 
重回現實，喬的腦海中始終無法抹去意外發生的畫面，他責怪自己鬆手造成這次意外，心中的懊悔與內疚揮之不去，良心備受煎熬，女友的貼心陪伴仍然於事無補。正當喬努力忘卻這段痛苦回憶之際，當時一起參與救援的阿德（萊斯伊凡斯飾）卻突然造訪，並暗示喬是造成意外的兇手。 
喬刻意避開阿德，但他卻不斷出現在喬的日常生活中，因為在那場墜落意外中，阿德對喬有了微妙的感覺…… 
一觸即發的愛，讓人忍無可忍，喬決定自己將這紛亂的生活，親手做個徹底了斷。

## 外部連結
- Official site （页面存档备份，存于）
- 互联网电影数据库（IMDb）上《Enduring Love》的资料（英文）
- 爛番茄上《Enduring Love》的資料（英文）
- Box Office Mojo上《Enduring Love》的資料（英文）
- 「紅氣球之戀」電影官方部落格 （页面存档备份，存于）